# Регніц
Регніц (нім. Rögnitz) — громада в Німеччині, розташована в землі Мекленбург-Передня Померанія. Входить до складу району Північно-Західний Мекленбург. Складова частина об'єднання громад Гадебуш.
Площа — 11,42 км2. Населення становить 199 ос. (станом на 31 грудня 2020).